# Zarley Zalapski
Zarley Bennett Zalapski (né le 22 avril 1968 à Edmonton dans l'Alberta au Canada et mort le 10 décembre 2017) est un joueur professionnel de hockey sur glace. Il possède la double nationalité canadienne et suisse.

## Biographie

### Carrière junior
Sa carrière débute au sein de la Ligue de hockey junior de l'Alberta avec les Traders de Fort Saskatchewan en 1984 et au cours de sa première saison, il inscrit 70 points en 67 matchs dont 17 buts. Lors de la saison suivante, il partage son temps de jeu entre l'équipe des Traders et l'équipe du Canada jouant certaines des compétitions internationales de l'équipe au cours de la saison. Il participe lors de l'été 1986 au repêchage d'entrée dans la Ligue nationale de hockey et est choisi lors de la première ronde par les Penguins de Pittsburgh. Il est le premier choix des Penguins et le quatrième au total du repêchage derrière Joe Murphy, Jimmy Carson et Neil Brady.
Il ne commence pas pour autant à jouer avec la franchise de la LNH et continue avec l'équipe nationale du Canada pour la saison 1986-87. Il joue ainsi au cours de la saison le championnat du monde 1987. L'équipe termine à la quatrième place du championnat et Zalapski y inscrit trois passes décisives pour autant de points. En 1987-1988, il joue quinze matchs de la saison dans la LNH avec les Penguins totalisant onze points mais passe le reste de la saison avec l'équipe du Canada.
N'ayant pas encore signé de contrat professionnel, il participe avec l'équipe nationale au tournoi olympique de 1988 à Calgary et décroche une nouvelle fois une quatrième place. Il inscrit un but lors de la compétition lors d'une victoire 8-1 contre l'Allemagne de l'Ouest.
Zarley Zalapski est mort dans son sommeil le 10 décembre 2017 à la suite de complications dues à une infection virale.

### Carrière professionnelle

#### En Amérique du Nord
Zarley Zalapski signe son premier contrat professionnel avec les Penguins à l'aube de la saison 1988-1989 et passe toute la saison dans la LNH avec l'équipe de Pennsylvanie. Totalisant 45 points à l'issue de la soixantaine de rencontres qu'il joue, il reçoit un trophée interne aux Penguins : le trophée Michel-Brière en tant que rookie de la saison. Il est également désigné en tant que défenseur de l'Équipe d'étoiles des recrues de la LNH aux côtés de Brian Leetch, récipiendaire du trophée Calder du rookie de la LNH.
Au cours de la saison 1990-1991, Zalapski quitte les Penguins au mois de février au cours d'un échange de plusieurs joueurs entre Pittsburgh et les Whalers de Hartford. L'échange implique Ron Francis, Grant Jennings et Ulf Samuelsson de Hartford contre John Cullen, Jeff Parker et Zalapski. Alors que les observateurs sont persuadés que les Whalers ont fait la bonne affaire, l'ancienne équipe de Zalapski remporte la Coupe Stanley à l'issue de la saison.
Par la suite, il joue pendant trois saisons avec les Whalers et connaît son meilleur total de points au cours de la saison 1992-1993 avec 65 points et est sélectionné cette année-là pour jouer le 44e match des étoiles de la LNH. Il décrit par la suite ce match comme un des meilleurs moments de sa carrière même s'il ne jouera que peu de temps et n'inscrit pas de points. Il quitte les Whalers, une équipe qui pour lui n'a pas d'ambition ni sa place dans la LNH et rejoint au cours de la saison 1993-1994, les Flames de Calgary.
Il passe une nouvelle fois trois saisons avec sa nouvelle équipe, qui ne parvient pas à aller très loin dans les séries éliminatoires. Il quitte l'Amérique du Nord en 2000 et voyage beaucoup de champions en championnats en Europe. Il joue ainsi en huit saisons pour seize clubs dans huit pays différents.

## Statistiques
| Saison     | Équipe                       | Ligue      |     | Saison régulière | Saison régulière | Saison régulière | Saison régulière | Saison régulière |   | Séries éliminatoires | Séries éliminatoires | Séries éliminatoires | Séries éliminatoires | Séries éliminatoires |
| Saison     | Équipe                       | Ligue      | PJ  | B                | A                | Pts              | Pun              | PJ               | B | A                    | Pts                  | Pun                  |                      |                      |
| 1984-1985  | Traders de Fort Saskatchewan | AJHL       | 67  | 17               | 53               | 70               | 14               |                  |   |                      |                      |                      |                      |                      |
| 1985-1986  | Traders de Fort Saskatchewan | AJHL       | 23  | 17               | 30               | 47               | 10               |                  |   |                      |                      |                      |                      |                      |
| 1985-1986  | Équipe du Canada             | Intl       | 32  | 2                | 4                | 6                | 10               |                  |   |                      |                      |                      |                      |                      |
| 1986-1987  | Équipe du Canada             | Intl       | 74  | 11               | 29               | 40               | 28               |                  |   |                      |                      |                      |                      |                      |
| 1987-1988  | Équipe du Canada             | Intl       | 55  | 4                | 16               | 20               | 34               |                  |   |                      |                      |                      |                      |                      |
| 1987-1988  | Penguins de Pittsburgh       | LNH        | 15  | 3                | 8                | 11               | 7                |                  |   |                      |                      |                      |                      |                      |
| 1988-1989  | Penguins de Pittsburgh       | LNH        | 58  | 12               | 33               | 45               | 57               | 11               | 1 | 8                    | 9                    | 13                   |                      |                      |
| 1989-1990  | Penguins de Pittsburgh       | LNH        | 51  | 6                | 25               | 31               | 37               |                  |   |                      |                      |                      |                      |                      |
| 1990-1991  | Penguins de Pittsburgh       | LNH        | 66  | 12               | 36               | 48               | 59               |                  |   |                      |                      |                      |                      |                      |
| 1990-1991  | Whalers de Hartford          | LNH        | 11  | 3                | 3                | 6                | 6                | 6                | 1 | 3                    | 4                    | 8                    |                      |                      |
| 1991-1992  | Whalers de Hartford          | LNH        | 79  | 20               | 37               | 57               | 120              | 7                | 2 | 3                    | 5                    | 6                    |                      |                      |
| 1992-1993  | Whalers de Hartford          | LNH        | 83  | 14               | 51               | 65               | 94               |                  |   |                      |                      |                      |                      |                      |
| 1993-1994  | Whalers de Hartford          | LNH        | 56  | 7                | 30               | 37               | 56               |                  |   |                      |                      |                      |                      |                      |
| 1993-1994  | Flames de Calgary            | LNH        | 13  | 3                | 7                | 10               | 18               | 7                | 0 | 3                    | 3                    | 2                    |                      |                      |
| 1994-1995  | Flames de Calgary            | LNH        | 48  | 4                | 24               | 28               | 46               | 7                | 0 | 4                    | 4                    | 4                    |                      |                      |
| 1995-1996  | Flames de Calgary            | LNH        | 80  | 12               | 17               | 29               | 115              | 4                | 0 | 1                    | 1                    | 10                   |                      |                      |
| 1996-1997  | Flames de Calgary            | LNH        | 2   | 0                | 0                | 0                | 0                |                  |   |                      |                      |                      |                      |                      |
| 1997-1998  | Flames de Calgary            | LNH        | 35  | 2                | 7                | 9                | 41               |                  |   |                      |                      |                      |                      |                      |
| 1997-1998  | Canadiens de Montréal        | LNH        | 28  | 1                | 5                | 6                | 22               | 6                | 0 | 1                    | 1                    | 4                    |                      |                      |
| 1998-1999  | ZSC Lions                    | LNA        | 11  | 1                | 5                | 6                | 37               |                  |   |                      |                      |                      |                      |                      |
| 1999-2000  | Ice Dogs de Long Beach       | LIH        | 7   | 0                | 5                | 5                | 6                |                  |   |                      |                      |                      |                      |                      |
| 1999-2000  | Grizzlies de l'Utah          | LIH        | 56  | 4                | 24               | 28               | 69               | 5                | 1 | 1                    | 2                    | 4                    |                      |                      |
| 1999-2000  | Flyers de Philadelphie       | LNH        | 12  | 0                | 2                | 2                | 6                |                  |   |                      |                      |                      |                      |                      |
| 2000-2001  | Aeros de Houston             | LIH        | 9   | 0                | 2                | 2                | 12               |                  |   |                      |                      |                      |                      |                      |
| 2000-2001  | Munich Barons                | DEL        | 20  | 3                | 3                | 6                | 43               | 3                | 0 | 0                    | 0                    | 2                    |                      |                      |
| 2001-2002  | Hockey Club Merano           | Série A    | 26  | 5                | 9                | 14               | 12               |                  |   |                      |                      |                      |                      |                      |
| 2002-2003  | IF Björklöven                | Elitserien | 7   | 2                | 3                | 5                | 10               |                  |   |                      |                      |                      |                      |                      |
| 2004-2005  | Wings de Kalamazoo           | UHL        | 11  | 2                | 2                | 4                | 12               |                  |   |                      |                      |                      |                      |                      |
| 2005-2006  | HC Viège                     | LNB        | 10  | 0                | 2                | 2                | 37               |                  |   |                      |                      |                      |                      |                      |
| 2005-2006  | HC TWK Innsbruck             | EBEL       | 2   | 0                | 0                | 0                | 0                |                  |   |                      |                      |                      |                      |                      |
| 2005-2006  | Rapperswil-Jona Lakers       | LNA        | 4   | 0                | 1                | 1                | 18               |                  |   |                      |                      |                      |                      |                      |
| 2006-2007  | HC Coire                     | LNB        | 5   | 1                | 5                | 6                | 36               |                  |   |                      |                      |                      |                      |                      |
| 2007-2008  | HC Bienne                    | LNB        | 33  | 2                | 14               | 16               | 46               |                  |   |                      |                      |                      |                      |                      |
| 2008-2009  | HC Olten                     | LNB        | 35  | 2                | 18               | 20               | 54               |                  |   |                      |                      |                      |                      |                      |
| 2008-2009  | Lausanne HC                  | LNB        | 2   | 0                | 1                | 1                | 2                | 21               | 1 | 8                    | 9                    | 28                   |                      |                      |
| 2009-2010  | Lausanne HC                  | LNB        | 28  | 1                | 6                | 7                | 36               | 20               | 1 | 4                    | 5                    | 20                   |                      |                      |
| Totaux LNH | Totaux LNH                   | Totaux LNH | 637 | 99               | 285              | 384              | 684              | 48               | 4 | 23                   | 27                   | 47                   |                      |                      |

## Distinctions
- Membre de l'équipe des recrues de la LNH en 1989
- Sélectionné pour le Match des étoiles de la LNH en 1993